# Grosphus hirtus
Espèce
Synonymes
- Grosphus hirtus garciai Lourenço, 2001

Grosphus hirtus est une espèce de scorpions de la famille des Buthidae.

## Distribution
Cette espèce est endémique du Nord-Ouest de Madagascar,.

## Description
Grosphus hirtus mesure de 40 à 50 mm.

## Publication originale
- Kraepelin, 1900 : « Über einige neue Gliederspinnen. » Abhandlungen aus dem Gebiete der Naturwissenschaften Herausgegeben vom naturwissenschaftlichen Verein in Hamburg, vol. 16, no 4, p. 1-17.